# Лорейро, Фелипе Жорже
Фелипе Жорже Лорейро (порт.-браз. Felipe Jorge Loureiro; род. 2 сентября 1977, Рио-де-Жанейро), либо просто Фелипе — бразильский футболист, игравший за сборную Бразилии. Выступал на позиции полузащитника оборонительного плана. Во второй половине 2000-х годов играл в Катаре. Завершил игровую карьеру в 2013 году. В 2017 году начал тренерскую карьеру.

## Биография
Фелипе начал карьеру в клубе «Васко да Гама» в 1997 году. Он стал частью легендарной команды, которая за период с 1997 по 2000 год выиграла ряд международных и внутренних трофеев, в числе которых два чемпионата Бразилии, Кубок Либертадорес и Кубок Меркосур. Фелипе, действуя на позиции опорного полузащитника, отличался невероятно высоким уровнем футбольной техники, которая отмечалась даже в столь искушённой в этом плане бразильской прессе.
В 1998 году Вандерлей Лушембурго впервые вызвал Фелипе в сборную Бразилии. Игрок отличался непростым характером и после ухода Лушембурго долгое время не вызывался в расположение «Селесао».
В 2001—2003 гг. Фелипе сменил ряд клубов, среди которых был и европейский «Галатасарай». По возвращении в Бразилию вновь сумел выйти на высокий уровень, который демонстрировал в «Васко». Будучи игроком «Фламенго», вновь получил вызов в сборную. Карлос Алберто Паррейра включил игрока в состав на Кубок Америки. Фелипе внёс свой вклад в итоговый чемпионский титул.
С 2005 по 2010 год выступал в катарском клубе «Аль-Садд», после чего вернулся в «Васко да Гаму». Последним в карьере Фелипе клубом стал «Флуминенсе», за который в 2013 году он провёл 36 матчей.

## Достижения
- Чемпион штата Рио-де-Жанейро (3): 1998, 2004, 2005
- Победитель Турнира Рио — Сан-Паулу (1): 1999
- Чемпион Бразилии (2): 1997, 2000
- Чемпион Кубка Бразилии по футболу (1): 2011
- Чемпион Катара (2): 2005/06, 2006/07
- Обладатель Кубка наследного принца Катара (2): 2006, 2008
- Обладатель Кубка эмира Катара (1): 2007
- Обладатель Кубка Либертадорес (1): 1998
- Обладатель Кубка Меркосур (1): 2000
- Обладатель Кубка Америки (1): 2004